# 1605
Il 1605 (MDCV in numeri romani) è un anno  del XVII secolo.

## Eventi
- 5 novembre – Viene scoperta la congiura delle polveri a Londra.
- Miguel de Cervantes Saavedra pubblica la prima parte della novella El ingenioso hidalgo Don Quijote de La Mancha noto in Italia come Don Chisciotte. La seconda parte verrà pubblicata dieci anni dopo.

### America settentrionale
- 5 marzo – Il capitano inglese George Weymouth salpa dall'Inghilterra alla ricerca di terre dove sia possibile fondare una colonia cattolica. Esplora l'isola di Nantucket e la costa del Maine. Il suo rapporto della spedizione ispira la fondazione della Virginia Company, società per azioni con interessi commerciali nel Nuovo Mondo.
- 20 luglio – Una spedizione francese, guidata da Samuel de Champlain, naviga dal Canada verso sud fino a capo Cod, per poi tornare indietro dopo non aver trovato le terre ricche di metalli preziosi di cui si favoleggiava in Europa.

## Nati

### Gennaio
- 6 gennaio - Shahryar Mirza, principe indiano († 1628)
- 28 gennaio - Madre Maria Eletta di Gesù, religiosa italiana († 1663)

### Febbraio
- 5 febbraio - Johann Vierdanck, violinista e compositore tedesco († 1649)
- 6 febbraio - Bernardo da Corleone, francescano italiano († 1667)
- 17 febbraio - Luca da Reggio, pittore italiano († 1654)

### Marzo
- 11 marzo - Şehzade Mehmed, principe ottomano († 1621)
- 17 marzo - Giorgio II d'Assia-Darmstadt († 1661)
- 25 marzo - Henry Jermyn, I conte di St Albans, politico inglese († 1684)

### Aprile
- 7 aprile - Enrichetta di Lorena, principessa († 1660)
- 8 aprile - Filippo IV di Spagna, re († 1665)
- 19 aprile - Orazio Benevoli, compositore italiano († 1672)
- 30 aprile - Peder Winstrup, religioso danese († 1679)

### Maggio
- 7 maggio - Nikon, monaco cristiano russo († 1681)
- 9 maggio - Philipp Chemnitz, storico e teologo tedesco († 1678)
- 14 maggio - Borso d'Este, militare italiano († 1657)
- 16 maggio - Federico Ubaldo della Rovere, duca († 1623)
- 25 maggio - Carlo Garnier, presbitero e missionario francese († 1649)

### Giugno
- 11 giugno - Luis de Guzmán Ponce de Leon, generale e politico spagnolo († 1668)
- 23 giugno - Anton Giulio Brignole Sale, religioso, scrittore e diplomatico italiano († 1662)

### Luglio
- 6 luglio - Ulrico II della Frisia orientale, conte († 1648)
- 29 luglio - Simon Dach, scrittore e poeta tedesco († 1659)

### Agosto
- 6 agosto - Palamedes Palamedesz I, pittore e disegnatore olandese († 1638)
- 6 agosto - Ercole Procaccini il Giovane, pittore italiano († 1680)
- 6 agosto - Johann Philipp von Schönborn, arcivescovo cattolico tedesco († 1673)
- 6 agosto - Bulstrode Whitelocke, politico inglese († 1675)
- 8 agosto - Cæcilius Calvert, politico britannico († 1675)
- 20 agosto - Adriaen Brouwer, pittore fiammingo († 1638)
- 24 agosto - Giuseppe Storace d'Afflitto, poeta italiano
- 25 agosto - Filippo Maurizio di Hanau-Münzenberg, conte tedesco († 1638)
- 30 agosto - Felice Ficherelli, pittore italiano († 1660)

### Settembre
- 1º settembre - Michele Mazzarino, cardinale e arcivescovo cattolico italiano († 1648)
- 14 settembre - Brynjólfur Sveinsson, vescovo luterano islandese († 1675)
- 23 settembre - Daniel Czepko, poeta e mistico tedesco († 1660)
- 24 settembre - Antoine Godeau, vescovo cattolico, scrittore e letterato francese († 1672)
- 26 settembre - Antonio Pizzocaro, architetto e ingegnere italiano († 1680)
- 28 settembre - Ismael Bullialdus, astronomo e presbitero francese († 1694)

### Ottobre
- 7 ottobre - Giulio Cesare Gonzaga di Palazzolo, nobile italiano († 1685)
- 9 ottobre - Cesare Fracanzano, pittore italiano († 1651)
- 14 ottobre - Andrea Giustiniani, I principe di Bassano, nobile italiano († 1667)
- 15 ottobre - Maria di Borbone-Montpensier, nobile francese († 1627)
- 18 ottobre - Vincenzo Capponi, letterato e poeta italiano († 1688)
- 19 ottobre - Thomas Browne, filosofo e scrittore britannico († 1682)
- 22 ottobre - Frédéric Maurice de La Tour d'Auvergne, nobile e generale francese († 1652)

### Novembre
- 5 novembre - Thomas Shepard, teologo inglese († 1649)
- 22 novembre - Stefano da Cesena, religioso e teologo italiano († 1682)
- 29 novembre - Anne-Marie Bigot de Cornuel, letterata francese († 1694)

### Dicembre
- 23 dicembre - Tianqi, imperatore cinese († 1627)

### Senza giorno specificato
- Francesco Arconati, presbitero e scrittore italiano
- Jacopo Baccarini, pittore italiano († 1682)
- Antonio Basso, poeta italiano († 1648)
- Antonio Bertali, compositore e violinista italiano († 1669)
- Giacomo Carissimi, compositore italiano († 1674)
- William Cochrane, I conte di Dundonald, politico e nobile scozzese († 1685)
- Francesco Cozza, pittore italiano († 1682)
- Abramo Ecchellense, letterato libanese († 1665)
- Girolamo Forabosco, pittore italiano († 1679)
- Giovanni Fulco, pittore italiano († 1680)
- Michelangelo Grancini, organista e compositore italiano († 1669)
- Giovanni Battista Grossi, storico e teologo italiano († 1666)
- Enrique Guzman de Haros, cardinale spagnolo († 1626)
- Theodore Haak, editore, traduttore e filosofo tedesco († 1690)
- Leo van Heil, pittore e architetto fiammingo († 1664)
- Martin van den Hove, astronomo e matematico olandese († 1639)
- Pietro Liberi, pittore italiano († 1687)
- Macario di Kanev, santo ucraino († 1678)
- Theodor Matham, incisore, pittore e disegnatore olandese († 1676)
- Alexandra Mavrokordatou,  ottomana († 1684)
- Mihrunnissa Begum, nobildonna persiana
- Marco Morosini, vescovo cattolico italiano († 1654)
- Diego de Narbona, giurista spagnolo († 1650)
- Francisco de Orozco, generale e politico spagnolo († 1668)
- Carlo Pellegrini, pittore italiano († 1649)
- Bento Pereira, gesuita, teologo e lessicografo portoghese († 1681)
- Johann Ferdinand von Porcia, nobile e politico austriaco († 1665)
- Thomas Randolph, poeta e drammaturgo inglese († 1635)
- Francesco Angelo Rapaccioli, cardinale e vescovo cattolico italiano († 1657)
- Pieter Danckerts de Rij, pittore olandese († 1661)
- Carlo Roberti, cardinale e arcivescovo cattolico italiano († 1673)
- Nicolás Rodríguez Hermosino, religioso e giurista spagnolo († 1669)
- Pierre du Ryer, drammaturgo francese († 1658)
- Francesco Sacrati, compositore italiano († 1650)
- Bartolomeo Scaligero, pittore italiano
- Suzanne du Plessis-Bellière († 1705)
- Jean-Baptiste Tavernier, viaggiatore e mercante francese († 1689)
- Celestino Telera, religioso italiano († 1670)
- Giovanni Battista Urbinelli, pittore italiano († 1663)
- Ferenc Wesselényi, militare ungherese († 1667)
- Claude de Jongh, pittore olandese († 1663)
- Giovanni de Torres, arcivescovo cattolico e diplomatico italiano († 1662)
- Lodewijk de Vadder, pittore fiammingo († 1655)
- Mainardo I di Hohenzollern-Sigmaringen, principe († 1681)
- Friedrich von Logau, poeta tedesco († 1655)

## Morti

### Gennaio
- 16 gennaio - Eitel Federico IV di Hohenzollern, conte (n. 1545)

### Febbraio
- 5 febbraio - Edward Stafford, politico e diplomatico inglese (n. 1552)
- 11 febbraio - Ferrante Gonzaga, condottiero italiano (n. 1550)
- 19 febbraio - Orazio Vecchi, compositore italiano (n. 1550)
- 24 febbraio - Girolamo Simoncelli, cardinale e vescovo cattolico italiano (n. 1522)
- 26 febbraio - Giorgio III di Erbach-Breuberg, nobile tedesco (n. 1548)

### Marzo
- 3 marzo - Papa Clemente VIII, papa, vescovo cattolico e cardinale italiano (n. 1536)
- 7 marzo - Basilio Pignatelli, monaco cristiano e vescovo cattolico italiano (n. 1548)
- 12 marzo - Alessandro II di Cachezia, re (n. 1527)
- 17 marzo - Bernardino Morra, vescovo cattolico italiano (n. 1549)
- 19 marzo - Daniyal Mirza, principe e poeta indiano (n. 1572)
- 26 marzo - Jakob Ayrer, drammaturgo tedesco (n. 1544)
- 31 marzo - Wolfgang Unverzagt, nobile e politico austriaco (n. 1535)

### Aprile
- 5 aprile - John Stow, storico e antiquario inglese
- 10 aprile - Alberto VII di Schwarzburg-Rudolstadt, nobile tedesco (n. 1537)
- 16 aprile - Giorgio Picchi il Giovane, pittore italiano
- 23 aprile - Boris Fëdorovič Godunov, sovrano russo (n. 1552)
- 25 aprile - Naresuan, militare siamese (n. 1555)
- 27 aprile - Girolamo Agucchi, cardinale italiano (n. 1555)
- 27 aprile - Papa Leone XI, papa, vescovo cattolico e cardinale italiano (n. 1535)

### Maggio
- 2 maggio - Leonardo Abela, vescovo cattolico maltese (n. 1541)
- 4 maggio - Ulisse Aldrovandi, naturalista, botanico e entomologo italiano (n. 1522)
- 5 maggio - Shah Begum, principessa indiana (n. 1570)
- 10 maggio - Casimiro VI di Pomerania, nobile tedesco (n. 1557)
- 15 maggio - Ayşe Sultan, principessa ottomana (n. 1565)
- 31 maggio - Paolo Emilio Zacchia, cardinale italiano (n. 1554)

### Giugno
- 3 giugno - Jan Zamoyski,  polacco (n. 1542)
- 3 giugno - Camillo da Correggio, nobile e militare italiano (n. 1533)
- 20 giugno - Fëdor II di Russia, sovrano russo (n. 1589)
- 20 giugno - Marija Grigor'evna Skuratova-Bel'skaja,  russa

### Luglio
- 2 luglio - Ludovico I di Sayn-Wittgenstein, nobile tedesco (n. 1532)
- 16 luglio - Giovanni Francesco Biandrate di San Giorgio Aldobrandini, cardinale, vescovo cattolico e giurista italiano (n. 1545)
- 18 luglio - Giovanni di Sassonia-Weimar, duca (n. 1570)
- 19 luglio - Hayashi Narinaga, militare giapponese (n. 1517)
- 24 luglio - Oda Hidenobu, militare giapponese (n. 1580)
- 24 luglio - Matteo Zane, politico, diplomatico e patriarca cattolico italiano (n. 1545)
- 27 luglio - Gabriele Busca, architetto e ingegnere militare italiano

### Agosto
- 1º agosto - Edmund Anderson, giurista inglese (n. 1530)
- 1º agosto - Tommaso Welbourne, insegnante inglese
- 4 agosto - Carlo I d'Elbeuf, nobile francese (n. 1556)
- 19 agosto - Aires de Saldanha, militare e politico portoghese (n. 1542)

### Settembre
- 2 settembre - Emanuele Quero Turillo, vescovo cattolico spagnolo (n. 1554)
- 21 settembre - Cristofano dell'Altissimo, pittore italiano (n. 1525)
- 24 settembre - Juan de Gante, vescovo cattolico spagnolo
- 26 settembre - Marta Tana (n. 1550)

### Ottobre
- 5 ottobre - Pierre Simons, vescovo cattolico belga (n. 1538)
- 9 ottobre - Carlo Emanuele Teodoro Trivulzio, nobile e condottiero italiano (n. 1565)
- 13 ottobre - Teodoro di Beza, teologo francese (n. 1519)
- 22 ottobre - Costantino I di Cachezia, re (n. 1567)
- 26 ottobre - Flaminio Vacca, scultore italiano (n. 1538)
- 27 ottobre - Akbar, sovrano (n. 1542)
- 30 ottobre - George Clifford, III conte di Cumberland, politico e corsaro inglese (n. 1558)
- 31 ottobre - Dorothy Bray, nobildonna inglese (n. 1524)

### Novembre
- 1º novembre - Yamauchi Kazutoyo, militare giapponese (n. 1546)
- 2 novembre - Giovanni Stradano, pittore fiammingo (n. 1523)
- 7 novembre - Flaminio Delfini, militare italiano (n. 1552)
- 8 novembre - Robert Catesby, politico britannico (n. 1572)
- 8 novembre - Thomas Percy, politico inglese (n. 1560)
- 9 novembre - Handan Sultan,  bosniaca
- 14 novembre - Anna Maria di Anhalt, nobile tedesca (n. 1561)

### Dicembre
- 3 dicembre - Gregorio Pagani, pittore italiano (n. 1559)
- 23 dicembre - Francis Tresham, nobile inglese
- 25 dicembre - Marino Grimani, doge (n. 1532)
- 29 dicembre - John Davis, esploratore inglese (n. 1550)

### Senza giorno specificato
- Jawdar Pascià, generale spagnolo
- Küçüm, condottiero
- Pedro de Zubiaur, militare e ammiraglio spagnolo (n. 1540)
- Aharon Abayuv, rabbino e teologo turco (n. 1535)
- Diogo Bernardes, poeta portoghese (n. 1530)
- Giovanni Maria Bernardoni, gesuita e architetto italiano (n. 1541)
- Felice Brusasorzi, pittore italiano (n. 1539)
- Lelio Buzzi, architetto italiano
- Cristoforo Castiglione, nobile e militare italiano
- Scipione Cicala, corsaro, condottiero e navigatore ottomano
- Leonardo Corona, pittore italiano (n. 1561)
- Giovanni Dalle Armi, religioso italiano
- Elizabeth Knollys, nobildonna inglese (n. 1549)
- Filiberto Lantelmi, musicista e compositore italiano
- Giacomo Lauro, pittore italiano (n. 1550)
- Giovanni Ermanno Ligozzi, pittore italiano (n. 1525)
- Alessandro Lisca, giurista italiano
- Jean Riolan, medico francese (n. 1539)
- Bernardino II di Savoia-Racconigi, marchese (n. 1540)
- Alessandro Turamini, giurista, filosofo e scrittore italiano (n. 1556)
- Antonio Valeriano, politico azteco
- Louis d'Alagon, politico francese
- Pontus de Tyard, poeta, filosofo e vescovo francese (n. 1521)
- Ōtomo Yoshimune, militare giapponese (n. 1558)

## Calendario
| Calendario 1605 | Calendario 1605 | Calendario 1605 | Calendario 1605 | Calendario 1605 | Calendario 1605 | Calendario 1605 | Calendario 1605 | Calendario 1605 | Calendario 1605 | Calendario 1605 | Calendario 1605 | Calendario 1605 | Calendario 1605 | Calendario 1605 | Calendario 1605 | Calendario 1605 | Calendario 1605 | Calendario 1605 | Calendario 1605 | Calendario 1605 | Calendario 1605 | Calendario 1605 | Calendario 1605 | Calendario 1605 | Calendario 1605 | Calendario 1605 | Calendario 1605 | Calendario 1605 | Calendario 1605 | Calendario 1605 | Calendario 1605 | Calendario 1605 |
| --------------- | --------------- | --------------- | --------------- | --------------- | --------------- | --------------- | --------------- | --------------- | --------------- | --------------- | --------------- | --------------- | --------------- | --------------- | --------------- | --------------- | --------------- | --------------- | --------------- | --------------- | --------------- | --------------- | --------------- | --------------- | --------------- | --------------- | --------------- | --------------- | --------------- | --------------- | --------------- | --------------- |
|                 | 1               | 2               | 3               | 4               | 5               | 6               | 7               | 8               | 9               | 10              | 11              | 12              | 13              | 14              | 15              | 16              | 17              | 18              | 19              | 20              | 21              | 22              | 23              | 24              | 25              | 26              | 27              | 28              | 29              | 30              | 31              |                 |
| Gennaio         | Sa              | Do              | Lu              | Ma              | Me              | Gi              | Ve              | Sa              | Do              | Lu              | Ma              | Me              | Gi              | Ve              | Sa              | Do              | Lu              | Ma              | Me              | Gi              | Ve              | Sa              | Do              | Lu              | Ma              | Me              | Gi              | Ve              | Sa              | Do              | Lu              |                 |
| Febbraio        | Ma              | Me              | Gi              | Ve              | Sa              | Do              | Lu              | Ma              | Me              | Gi              | Ve              | Sa              | Do              | Lu              | Ma              | Me              | Gi              | Ve              | Sa              | Do              | Lu              | Ma              | Me              | Gi              | Ve              | Sa              | Do              | Lu              |                 |                 |                 |                 |
| Marzo           | Ma              | Me              | Gi              | Ve              | Sa              | Do              | Lu              | Ma              | Me              | Gi              | Ve              | Sa              | Do              | Lu              | Ma              | Me              | Gi              | Ve              | Sa              | Do              | Lu              | Ma              | Me              | Gi              | Ve              | Sa              | Do              | Lu              | Ma              | Me              | Gi              |                 |
| Aprile          | Ve              | Sa              | Do              | Lu              | Ma              | Me              | Gi              | Ve              | Sa              | Do              | Lu              | Ma              | Me              | Gi              | Ve              | Sa              | Do              | Lu              | Ma              | Me              | Gi              | Ve              | Sa              | Do              | Lu              | Ma              | Me              | Gi              | Ve              | Sa              |                 |                 |
| Maggio          | Do              | Lu              | Ma              | Me              | Gi              | Ve              | Sa              | Do              | Lu              | Ma              | Me              | Gi              | Ve              | Sa              | Do              | Lu              | Ma              | Me              | Gi              | Ve              | Sa              | Do              | Lu              | Ma              | Me              | Gi              | Ve              | Sa              | Do              | Lu              | Ma              |                 |
| Giugno          | Me              | Gi              | Ve              | Sa              | Do              | Lu              | Ma              | Me              | Gi              | Ve              | Sa              | Do              | Lu              | Ma              | Me              | Gi              | Ve              | Sa              | Do              | Lu              | Ma              | Me              | Gi              | Ve              | Sa              | Do              | Lu              | Ma              | Me              | Gi              |                 |                 |
| Luglio          | Ve              | Sa              | Do              | Lu              | Ma              | Me              | Gi              | Ve              | Sa              | Do              | Lu              | Ma              | Me              | Gi              | Ve              | Sa              | Do              | Lu              | Ma              | Me              | Gi              | Ve              | Sa              | Do              | Lu              | Ma              | Me              | Gi              | Ve              | Sa              | Do              |                 |
| Agosto          | Lu              | Ma              | Me              | Gi              | Ve              | Sa              | Do              | Lu              | Ma              | Me              | Gi              | Ve              | Sa              | Do              | Lu              | Ma              | Me              | Gi              | Ve              | Sa              | Do              | Lu              | Ma              | Me              | Gi              | Ve              | Sa              | Do              | Lu              | Ma              | Me              |                 |
| Settembre       | Gi              | Ve              | Sa              | Do              | Lu              | Ma              | Me              | Gi              | Ve              | Sa              | Do              | Lu              | Ma              | Me              | Gi              | Ve              | Sa              | Do              | Lu              | Ma              | Me              | Gi              | Ve              | Sa              | Do              | Lu              | Ma              | Me              | Gi              | Ve              |                 |                 |
| Ottobre         | Sa              | Do              | Lu              | Ma              | Me              | Gi              | Ve              | Sa              | Do              | Lu              | Ma              | Me              | Gi              | Ve              | Sa              | Do              | Lu              | Ma              | Me              | Gi              | Ve              | Sa              | Do              | Lu              | Ma              | Me              | Gi              | Ve              | Sa              | Do              | Lu              |                 |
| Novembre        | Ma              | Me              | Gi              | Ve              | Sa              | Do              | Lu              | Ma              | Me              | Gi              | Ve              | Sa              | Do              | Lu              | Ma              | Me              | Gi              | Ve              | Sa              | Do              | Lu              | Ma              | Me              | Gi              | Ve              | Sa              | Do              | Lu              | Ma              | Me              |                 |                 |
| Dicembre        | Gi              | Ve              | Sa              | Do              | Lu              | Ma              | Me              | Gi              | Ve              | Sa              | Do              | Lu              | Ma              | Me              | Gi              | Ve              | Sa              | Do              | Lu              | Ma              | Me              | Gi              | Ve              | Sa              | Do              | Lu              | Ma              | Me              | Gi              | Ve              | Sa              |                 |